# Heike Makatsch
Heike Makatsch (13. kolovoza 1971.), njemačka glumica.
Rodila se u Düsseldorfu, kao kći vratara njemačke hokejaške momčadi. Studirala je politiku i sociologiju dvije godine, a kasnije je stažirala za posao garderobijerke. Vrlo brzo počela je raditi na kanalu VIVA, a imala je i svoj vlastiti show. Do sada je ostvarila 20-ak uloga, kako na njemačkom ,tako i na engleskom jeziku. Ima kćerku s članom benda Tomte.